# Saint-Maurice-Navacelles
Saint-Maurice-Navacelles là một xã trong vùng hành chính Occitanie, thuộc tỉnh Hérault, quận Lodève, tổng Le Caylar. Tọa độ địa lý của xã là 43° 50' vĩ độ bắc, 03° 31' kinh độ đông. Saint-Maurice-Navacelles có điểm thấp nhất là 219 mét và điểm cao nhất là 800 mét. Xã có diện tích 68,6 km², dân số vào thời điểm 1999 là 142 người; mật độ dân số là 2 người/km².

## Thông tin nhân khẩu
| 1962 | 1968 | 1975 | 1982 | 1990 | 1999 |
| ---- | ---- | ---- | ---- | ---- | ---- |
| 154  | 104  | 96   | 97   | 119  | 142  |